# Ньор-де-Со
Ньор-де-Со (фр. Niort-de-Sault) — коммуна во Франции, находится в регионе Лангедок — Руссильон. Департамент коммуны — Од. Входит в состав кантона Белькер. Округ коммуны — Лиму.

Код INSEE коммуны — 11265.

## Население
Население коммуны на 2008 год составляло 34 человека.
| 1962 | 1968 | 1975 | 1982 | 1990 | 1999 | 2008 |
| ---- | ---- | ---- | ---- | ---- | ---- | ---- |
| 85   | 111  | 68   | 60   | 53   | 35   | 34   |

## Экономика
В 2007 году среди 15 человек в трудоспособном возрасте (15—64 лет) 10 были экономически активными, 5 — неактивными (показатель активности — 66,7 %, в 1999 году было 57,1 %). Из 10 активных работали 8 человек (4 мужчины и 4 женщины), безработными были 2 мужчин. Среди 5 неактивных 4 — пенсионерами, 1 человек был неактивным по другим причинам.

## Достопримечательности
- Руины замка Ньор
- Церковь Рождества Пресвятой Богородицы (XIX век)